# 安潔莉娜 (足球員)
安潔莉娜·阿隆索·康斯坦丁諾（葡萄牙語：Angelina Alonso Costantino，2000年1月26日—），常簡稱安潔莉娜（Angelina），是巴西裔美國職業女子足球運動員，司職中場，現效力國家女子足球聯賽球隊奧蘭多榮耀和巴西國家女子足球隊。她曾代表巴西參加2023年國際足協女子世界盃，以及2020年和2024年巴黎奧運女子足球比賽並獲得一枚銀牌。
安潔莉娜出生於美國澤西市，雙親皆為巴西人，在她5歲時便隨家人搬到巴西。她於2017年開始在女子巴甲球隊桑托斯開啟職業足球生涯。2021年，安潔莉娜回到美國並與OL君主簽下3年合約至2023年賽季結束，她在2022年賽季幫助隊伍獲得例行賽冠軍。2023年12月，安潔莉娜轉會至奧蘭多榮耀，並與該隊簽下一紙3年合約。

## 外部連結
- Soccerway資料庫：安潔莉娜
- 安潔莉娜在國家女子足球聯賽
- 安潔莉娜在奧蘭多榮耀